# Hélène Dassonville
Pour les articles homonymes, voir Dassonville.
Hélène Dassonville, née Marie-Hélène Adrienne Viala-Ricardou le 24 mai 1913 à Nice et morte le 23 mai 2003 à Neuilly-sur-Seine est une actrice, réalisatrice et productrice française.

## Biographie
Adolescente, elle découvre l'alpinisme avec son père et devient plus tard une passionnée d'escalade qu'elle pratique tout au long de sa vie. Son père, violoniste devenu impresario sur la Côte d'Azur, se suicide en 1934.
En 1936, elle remporte à Valberg la coupe Fémina qui récompense la meilleure skieuse de descente française. La même année, elle apparaît, sous le nom d'Hélène Ricardou, dans Poursuites blanches de Marcel Ichac, aux côtés de l'équipe de France de descente. Après son mariage, elle adopte le nom de son mari, Dassonville. En 1939, on peut la voir dans Jeunes Filles de France de Marc Allégret et Yves Allégret, un court métrage documentaire réalisé à l'occasion de l'exposition internationale de New York de 1939.
Sa carrière d’actrice se poursuit jusqu'en 1950, après quoi elle se consacre à la réalisation et à la production. Elle réalise plusieurs documentaires sur la montagne, dont Le Pilier de la solitude qui lui vaut la Gentiane d'or au Festival international du film de montagne de Trente.
En 1991, elle apparaît dans Le Crépuscule des montagnards, un documentaire diffusé l'année suivante dans l'émission Montagne, sur FR3 : alors âgée de 78 ans, elle témoigne de sa passion de l'escalade qu’elle pratique toujours, avec son petit-fils.

## Filmographie

### Comme actrice
- 1936 : Poursuites blanches de Marcel Ichac (sous le nom d'Hélène Ricardou)
- 1938 : Les Pirates du rail de Christian-Jaque (non créditée)
- 1938 : Trois Artilleurs en vadrouille de René Pujol
- 1938 : Entrée des artistes de Marc Allégret
- 1940 : L'Émigrante de Léo Joannon
- 1940 : La vie est magnifique de Maurice Cloche (sous le nom d'Hélène Gazan)
- 1941 : Chèque au porteur de Jean Boyer
- 1946 : La Symphonie pastorale de Jean Delannoy
- 1947 : Les Aventures de Casanova de Jean Boyer
- 1948 : Rapide de nuit de Marcel Blistène
- 1950 : L'Homme de la Jamaïque de Maurice de Canonge

### Comme réalisatrice
- 1950 : De marbre et d'amour (court métrage documentaire)
- 1953 : Glaces éternelles, co-réalisation René Vernardet (court métrage documentaire)[10]
- 1954 : La République nous appelle (court métrage documentaire)
- 1954 : Les Impressionnistes (court métrage documentaire)
- 1955 : S.O.S. avalanche (court métrage documentaire)[11]
- 1955 : Alerte en montagne (court métrage documentaire)[11]
- 1957 : Beautés souterraines (court métrage documentaire)
- 1957 : Moi, le chien (court métrage)
- 1957 : Tant que nous l'aimerons (court métrage documentaire)
- 1959 : Le Pilier de la solitude (court métrage documentaire)
- 1959 : L'Abominable Homme des pistes (court métrage docu-fiction)[12]
- 1960 : Entre ciel et neige (court métrage documentaire)
- 1972 : Abîmes (court métrage documentaire)[13]

### Comme scénariste
- 1950 : De marbre et d'amour (court métrage documentaire)
- 1953 : Première Course de René Vernardet (court métrage documentaire)
- 1957 : Beautés souterraines (court métrage documentaire)
- 1959 : Alerte en montagne (court métrage documentaire)

### Comme productrice
- 1934 : Le Voyage de Monsieur Perrichon de Jean Tarride[réf. nécessaire]
- 1967 : Sept hommes et une garce de Bernard Borderie
- 1969 : Le Paria de Claude Carliez

### Comme directrice de la production
- 1960 : Tendre et Violente Élisabeth d'Henri Decoin
- 1961 : Le Pyromane, ou le piqué d’incendie de Jean Lara[14]
- 1965 : Train d'enfer de Gilles Grangier
- 1969 : Le Spécialiste de Sergio Corbucci

### Documentaires
- 1939 : Jeunes Filles de France de Marc Allégret et Yves Allégret (court métrage documentaire) : Hélène Dassonville est l'une des jeunes Françaises dont le portrait est fait à l'occasion de l'exposition internationale de New York de 1939.
- 1991 : Le Crépuscule des montagnards de Bernard Choquet (reportage diffusé dans l'émission Montagne, le 14 mars 1992 sur FR3) : interview d'Hélène Dassonville, âgée de 78 ans, sur sa passion de l'escalade qu’elle pratique avec son petit-fils.